# Tim Bendzko/Diskografie
Diese Diskografie ist eine Übersicht über die musikalischen Werke des deutschen Singer-Songwriters Tim Bendzko. Den Schallplattenauszeichnungen zufolge hat er bisher mehr als 2,4 Millionen Tonträger verkauft. Seine erfolgreichste Veröffentlichung ist das Debütalbum Wenn Worte meine Sprache wären mit über 520.000 verkauften Einheiten.

## Alben

### Studioalben
| Jahr | Titel Musiklabel                                       | Höchstplatzierung, Gesamtwochen, AuszeichnungChartplatzierungen (Jahr, Titel, Musiklabel, Platzierungen, Wochen, Auszeichnungen, Anmerkungen) | Höchstplatzierung, Gesamtwochen, AuszeichnungChartplatzierungen (Jahr, Titel, Musiklabel, Platzierungen, Wochen, Auszeichnungen, Anmerkungen) | Höchstplatzierung, Gesamtwochen, AuszeichnungChartplatzierungen (Jahr, Titel, Musiklabel, Platzierungen, Wochen, Auszeichnungen, Anmerkungen) | Anmerkungen                                                |
| Jahr | Titel Musiklabel                                       | DE | AT | CH | Anmerkungen                                                |
| ---- | ------------------------------------------------------ | --- | --- | --- | ---------------------------------------------------------- |
| 2011 | Wenn Worte meine Sprache wären Columbia Records (Sony) | DE4 ×5Fünffachgold · (82 Wo.)DE | AT11 Gold · (32 Wo.)AT | CH13 Gold · (43 Wo.)CH | Erstveröffentlichung: 17. Juni 2011 Verkäufe: + 525.000    |
| 2013 | Am seidenen Faden Columbia Records (Sony)              | DE1 ×2Doppelplatin · (50 Wo.)DE | AT4 (13 Wo.)AT | CH7 (17 Wo.)CH | Erstveröffentlichung: 24. Mai 2013 Verkäufe: + 400.000     |
| 2016 | Immer noch Mensch Columbia Records (Sony)              | DE1 Gold · (33 Wo.)DE | AT13 (8 Wo.)AT | CH10 (14 Wo.)CH | Erstveröffentlichung: 21. Oktober 2016 Verkäufe: + 100.000 |
| 2019 | Filter Jive Records (Sony)                             | DE3 (11 Wo.)DE | AT18 (1 Wo.)AT | CH26 (1 Wo.)CH | Erstveröffentlichung: 18. Oktober 2019                     |
| 2023 | April Jive Records (Sony)                              | DE13 (2 Wo.)DE | — | — | Erstveröffentlichung: 31. März 2023                        |

### Livealben
| Jahr | Titel Musiklabel              | Anmerkungen                        |
| ---- | ----------------------------- | ---------------------------------- |
| 2020 | Live 2019 Jive Records (Sony) | Erstveröffentlichung: 6. März 2020 |

## Singles

### Als Leadmusiker
| Jahr | Titel Album                                                  | Höchstplatzierung, Gesamtwochen, AuszeichnungChartplatzierungen (Jahr, Titel, Album, Platzierungen, Wochen, Auszeichnungen, Anmerkungen) | Höchstplatzierung, Gesamtwochen, AuszeichnungChartplatzierungen (Jahr, Titel, Album, Platzierungen, Wochen, Auszeichnungen, Anmerkungen) | Höchstplatzierung, Gesamtwochen, AuszeichnungChartplatzierungen (Jahr, Titel, Album, Platzierungen, Wochen, Auszeichnungen, Anmerkungen) | Anmerkungen                                                                        |
| Jahr | Titel Album                                                  | DE | AT | CH | Anmerkungen                                                                        |
| ---- | ------------------------------------------------------------ | --- | --- | --- | ---------------------------------------------------------------------------------- |
| 2011 | Nur noch kurz die Welt retten Wenn Worte meine Sprache wären | DE2 ×3Dreifachgold · (47 Wo.)DE | AT8 Platin · (34 Wo.)AT | CH4 Platin · (35 Wo.)CH | Erstveröffentlichung: 27. Mai 2011 Verkäufe: + 510.000                             |
| 2011 | Wenn Worte meine Sprache wären                               | DE5 Gold · (26 Wo.)DE | AT15 (26 Wo.)AT | CH33 (11 Wo.)CH | Erstveröffentlichung: 30. September 2011 Verkäufe: + 150.000                       |
| 2012 | Ich laufe Wenn Worte meine Sprache wären                     | DE47 (3 Wo.)DE | AT53 (2 Wo.)AT | — | Erstveröffentlichung: 9. März 2012                                                 |
| 2012 | Sag einfach Ja Wenn Worte meine Sprache wären                | DE42 (2 Wo.)DE | — | — | Erstveröffentlichung: 22. August 2012                                              |
| 2013 | Am seidenen Faden                                            | DE11 (10 Wo.)DE | AT26 (5 Wo.)AT | CH65 (2 Wo.)CH | Erstveröffentlichung: 10. Mai 2013                                                 |
| 2013 | Programmiert Am seidenen Faden                               | DE32 (3 Wo.)DE | — | — | Erstveröffentlichung: 16. August 2013                                              |
| 2013 | Unter die Haut Am seidenen Faden – Unter die Haut            | DE16 Gold · (19 Wo.)DE | AT49 (4 Wo.)AT | CH59 (2 Wo.)CH | Erstveröffentlichung: 22. November 2013 Verkäufe: + 150.000; feat. Cassandra Steen |
| 2015 | Laut und bunt Shaun das Schaf – Der Film (O.S.T.)            | — | — | — | Erstveröffentlichung: 19. März 2015                                                |
| 2016 | Keine Maschine Immer noch Mensch                             | DE14 Gold · (19 Wo.)DE | AT71 (2 Wo.)AT | CH59 (6 Wo.)CH | Erstveröffentlichung: 2. September 2016 Verkäufe: + 200.000                        |
| 2019 | Hoch Filter                                                  | DE10 Platin · (29 Wo.)DE | AT40 Platin · (30 Wo.)AT | — | Erstveröffentlichung: 19. Juli 2019 Verkäufe: + 430.000                            |
| 2019 | Nur wegen dir Filter                                         | — | — | — | Erstveröffentlichung: 13. September 2019                                           |
| 2019 | Jetzt bin ich ja hier Filter                                 | — | — | — | Erstveröffentlichung: 4. Oktober 2019                                              |
| 2019 | Nicht genug Filter                                           | — | — | — | Erstveröffentlichung: 18. Oktober 2019 feat. Kool Savas                            |
| 2019 | Trag Dich Filter                                             | — | — | — | Erstveröffentlichung: 6. Dezember 2019                                             |
| 2020 | Für immer (Live) Live 2019                                   | — | — | — | Erstveröffentlichung: 14. Februar 2020                                             |
| 2021 | Kein Problem April                                           | — | — | — | Erstveröffentlichung: 28. Mai 2021                                                 |
| 2022 | Das Leben wieder lieben April                                | — | — | — | Erstveröffentlichung: 8. Juli 2022                                                 |
| 2022 | Wer rettet die Welt für mich April                           | — | — | — | Erstveröffentlichung: 16. September 2022                                           |
| 2022 | Alleine in Paris April                                       | — | — | — | Erstveröffentlichung: 4. November 2022                                             |
| 2023 | Parallelwelt April                                           | — | — | — | Erstveröffentlichung: 27. Januar 2023                                              |
| 2023 | Magneten April                                               | — | — | — | Erstveröffentlichung: 17. Februar 2023                                             |
| 2023 | Zu viel April                                                | — | — | — | Erstveröffentlichung: 3. März 2023                                                 |
| 2023 | April                                                        | — | — | — | Erstveröffentlichung: 17. März 2023                                                |
| 2024 | Komm schon! –                                                | — | — | — | Erstveröffentlichung: 19. April 2024                                               |

### Als Gastmusiker
| Jahr | Titel Album                | Höchstplatzierung, Gesamtwochen, AuszeichnungChartplatzierungen (Jahr, Titel, Album, Platzierungen, Wochen, Auszeichnungen, Anmerkungen) | Höchstplatzierung, Gesamtwochen, AuszeichnungChartplatzierungen (Jahr, Titel, Album, Platzierungen, Wochen, Auszeichnungen, Anmerkungen) | Höchstplatzierung, Gesamtwochen, AuszeichnungChartplatzierungen (Jahr, Titel, Album, Platzierungen, Wochen, Auszeichnungen, Anmerkungen) | Anmerkungen                                                                    |
| Jahr | Titel Album                | DE | AT | CH | Anmerkungen                                                                    |
| --- | -------------------------- | --- | --- | --- | ------------------------------------------------------------------------------ |
| 2021 | Diese Welt braucht Liebe – | — | — | — | Erstveröffentlichung: 29. Oktober 2021 Nico Suave & Teesy feat. Liebe Allstars |
| Folgende Lieder erschienen nicht als Single, wurden aber durch das Album zum Download und Streaming bereitgestellt und konnten somit eine Platzierung erlangen: |                            | | | |                                                                                |
| |                            | | | |                                                                                |
| 2014 | Intro Märtyrer             | DE85 (1 Wo.)DE | — | — | Charteinstieg: 28. November 2014 Kool Savas feat. Tim Bendzko                  |

## Musikvideos
| Jahr | Titel                          | Regisseur(e)                                               |
| ---- | ------------------------------ | ---------------------------------------------------------- |
| 2011 | Nur noch kurz die Welt retten  | Hagen Decker                                               |
| 2011 | Wenn Worte meine Sprache wären | Jessica Benzing, Maximilian Gerlach                        |
| 2012 | Ich laufe (2 Versionen)        | Michel Briegel                                             |
| 2012 | Sag einfach Ja                 | Marten Persiel                                             |
| 2013 | Am seidenen Faden              | Jessica Benzing, Maximilian Gerlach                        |
| 2013 | Programmiert                   | Bernd Katzmarczyk                                          |
| 2013 | Unter die Haut                 | Bernd Wunder                                               |
| 2014 | Ohne zurück zu sehen           | Bernd Katzmarczyk                                          |
| 2015 | Laut und bunt                  |                                                            |
| 2016 | Keine Maschine                 | Lars Timmermann                                            |
| 2016 | Winter                         | Tim Bendzko                                                |
| 2017 | Leichtsinn                     |                                                            |
| 2017 | Reality                        |                                                            |
| 2019 | Hoch                           | Andreas Hofstetter (Lyrikvideo) Mario Clement (Musikvideo) |
| 2019 | Nur wegen dir                  | Dominik Braz                                               |
| 2019 | Jetzt bin ich ja hier          | Dominik Braz                                               |
| 2019 | Nicht genug                    | Ramon Rigoni                                               |
| 2019 | Trag Dich                      | Marvin Litwak                                              |
| 2021 | Diese Welt braucht Liebe       | Juno Entertainment                                         |
| 2022 | Das Leben wieder lieben        | Marvin Litwak                                              |
| 2022 | Wer rettet die Welt für mich   | Xaver Böhm                                                 |
| 2022 | Alleine in Paris               | Andre Josselin                                             |
| 2023 | Parallelwelt                   | Noah Stasch                                                |
| 2023 | Magneten                       | Noah Stasch                                                |
| 2023 | Zu viel                        | Noah Stasch                                                |
| 2023 | April                          | Noah Stasch                                                |

## Autorenbeteiligungen
Bendzko schreibt seine Lieder überwiegend selbst. 2014 fungierte er erstmals als Autor für einen anderen Interpreten. Er schrieb an allen Stücken von Cassandra Steens viertem Studioalbum Spiegelbild mit.

## Sonderveröffentlichungen

### Alben
| Jahr | Titel Musiklabel  | Anmerkungen                                                                                          |
| ---- | ----------------- | --- |
| 2009 | Demotape Freibank | Erstveröffentlichung: 2009 Verkäufe: 500 (limitiert); nur als MC während der Tour 2009/10 vertrieben |

| Jahr | Titel Musiklabel                                                       | Anmerkungen                                                                                 |
| ---- | ---------------------------------------------------------------------- | ------------------------------------------------------------------------------------------- |
| 2011 | iTunes Live aus München Sony Music (Sony)                              | Erstveröffentlichung: 27. Juni 2011 Vertrieb nur über Multimedia-Verwaltungssoftware iTunes |
| 2024 | Tim Bendzko bei Sing meinen Song, Vol. 11 Music for Millions (Tonpool) | Erstveröffentlichung: 17. Mai 2024 Mini-TV-Kompilation                                      |

| Jahr | Titel Musiklabel                       | Anmerkungen                                                      |
| ---- | -------------------------------------- | ---------------------------------------------------------------- |
| 2020 | Filter + Live 2019 Jive Records (Sony) | Erstveröffentlichung: 26. Juni 2020 Teil der „Albumbundle“-Reihe |

### Lieder
| Jahr | Titel Album                                           | Anmerkungen                                                               |
| ---- | ----------------------------------------------------- | ------------------------------------------------------------------------- |
| 2011 | Zweifellos Ganz normaler Wahnsinn                     | Erstveröffentlichung: 2. September 2011 F. R. feat. Tim Bendzko           |
| 2014 | Bessere Tage Spiegelbild                              | Erstveröffentlichung: 3. Oktober 2014 Cassandra Steen feat. Tim Bendzko   |
| 2014 | Das wird schon Deutscher Traum                        | Erstveröffentlichung: 14. November 2014 Eko Fresh feat. Tim Bendzko       |
| 2014 | Intro Märtyrer                                        | Erstveröffentlichung: 14. November 2014 Kool Savas feat. Tim Bendzko      |
| 2015 | Ich bin Tabaluga Tabaluga – Es lebe die Freundschaft! | Erstveröffentlichung: 30. Oktober 2015 Peter Maffay feat. Tim Bendzko     |
| 2021 | Offene Augen Playlist                                 | Erstveröffentlichung: 22. Oktober 2021 Sebastian Fitzek feat. Tim Bendzko |

| Jahr | Titel Album                                                                | Anmerkungen                                                                                                   |
| ---- | -------------------------------------------------------------------------- | --- |
| 2014 | Geschichte Isaaks Poem: Leonard Cohen in deutscher Sprache                 | Erstveröffentlichung: 19. September 2014 Original: Judy Collins                                               |
| 2014 | Vielen Dank für die Blumen (Live) Mitten im Leben – Das Tribute-Album      | Erstveröffentlichung: 16. Oktober 2014 mit Lang Lang; Original: Udo Jürgens                                   |
| 2014 | Nessaja Giraffenaffen 3                                                    | Erstveröffentlichung: 14. November 2014 Original: Peter Maffay                                                |
| 2017 | Bert retten Sesamstraße präsentiert – Ernie und Bert singen mit Stars      | Erstveröffentlichung: 27. Januar 2017 mit Ernie & Bert; Original: Tim Bendzko – Nur noch kurz die Welt retten |
| 2017 | Reality Dein Song 2017                                                     | Erstveröffentlichung: 17. März 2017 mit Antonia White                                                         |
| 2024 | Feuer Sing meinen Song – Das Tauschkonzert, Vol. 11                        | Erstveröffentlichung: 17. Mai 2024 Original: Emilio Sakraya                                                   |
| 2024 | Feuer Sing meinen Song – Das Tauschkonzert, Vol. 11                        | Erstveröffentlichung: 17. Mai 2024 mit Emilio Sakraya                                                         |
| 2024 | Geile Zeit Sing meinen Song – Das Tauschkonzert, Vol. 11                   | Erstveröffentlichung: 17. Mai 2024 Original: Juli                                                             |
| 2024 | Hoch Sing meinen Song – Das Tauschkonzert, Vol. 11                         | Erstveröffentlichung: 17. Mai 2024 mit Joy Denalane                                                           |
| 2024 | Nicht alles endet irgendwann Sing meinen Song – Das Tauschkonzert, Vol. 11 | Erstveröffentlichung: 17. Mai 2024 Original: Broilers                                                         |
| 2024 | Nicht alles endet irgendwann Sing meinen Song – Das Tauschkonzert, Vol. 11 | Erstveröffentlichung: 17. Mai 2024 mit Sammy Amara; Original: Broilers                                        |
| 2024 | Stärker als Gewalt Sing meinen Song – Das Tauschkonzert, Vol. 11           | Erstveröffentlichung: 17. Mai 2024 Original: Eko Fresh                                                        |
| 2024 | Tiefer Sing meinen Song – Das Tauschkonzert, Vol. 11                       | Erstveröffentlichung: 17. Mai 2024 Original: Peter Maffay                                                     |
| 2024 | Zuhause Sing meinen Song – Das Tauschkonzert, Vol. 11                      | Erstveröffentlichung: 17. Mai 2024 Original: Joy Denalane                                                     |
| 2024 | Du wolltest doch die Welt retten Giraffenaffen 9 – Weltreise               | Erstveröffentlichung: 18. Oktober 2024                                                                        |

| Jahr | Titel Soundtrack zu                                            | Anmerkungen                          |
| ---- | -------------------------------------------------------------- | ------------------------------------ |
| 2014 | Ohne zurück zu sehen The Amazing Spider-Man 2: Rise of Electro | Erstveröffentlichung: 11. April 2014 |
| 2015 | Laut und bunt Shaun das Schaf – Der Film                       | Erstveröffentlichung: 19. März 2015  |

### Videoalben
| Jahr | Titel Musiklabel                                                        | Anmerkungen |
| ---- | ----------------------------------------------------------------------- | --- |
| 2012 | Wenn Worte meine Sprache wären (Deluxe Edition) Columbia Records (Sony) | Erstveröffentlichung: 23. Februar 2012 erweiterte Fassung mit Bonus-DVD; Verkäufe werden dem Studioalbum hinzuaddiert |
| 2013 | Am seidenen Faden (Deluxe Edition) Columbia Records (Sony)              | Erstveröffentlichung: 24. Mai 2013 erweiterte Fassung mit Bonus-DVD; Verkäufe werden dem Studioalbum hinzuaddiert     |

## Promoveröffentlichungen
| Jahr | Titel Album                                                                          | Anmerkungen                                               |
| ---- | ------------------------------------------------------------------------------------ | --------------------------------------------------------- |
| 2012 | Auf den ersten Blick Wenn Worte meine Sprache wären                                  | Erstveröffentlichung: 23. Januar 2012                     |
| 2024 | Geile Zeit Sing meinen Song – Das Tauschkonzert, Vol. 11 (Sampler)                   | Erstveröffentlichung: 23. April 2024 Original: Juli       |
| 2024 | Nicht alles endet irgendwann Sing meinen Song – Das Tauschkonzert, Vol. 11 (Sampler) | Erstveröffentlichung: 7. Mai 2024 Original: Broilers      |
| 2024 | Tiefer Sing meinen Song – Das Tauschkonzert, Vol. 11 (Sampler)                       | Erstveröffentlichung: 15. Mai 2024 Original: Peter Maffay |

## Statistik

### Chartauswertung
|                     | DE    | AT    | CH    |
| ------------------- | ----- | ----- | ----- |
| Nummer-eins-Alben   | DE2DE | AT—AT | CH—CH |
| Top-10-Alben        | DE4DE | AT1AT | CH2CH |
| Alben in den Charts | DE5DE | AT4AT | CH4CH |

|                       | DE     | AT    | CH    |
| --------------------- | ------ | ----- | ----- |
| Nummer-eins-Singles   | DE—DE  | AT—AT | CH—CH |
| Top-10-Singles        | DE3DE  | AT1AT | CH1CH |
| Singles in den Charts | DE10DE | AT7AT | CH5CH |

### Auszeichnungen für Musikverkäufe
Anmerkung: Auszeichnungen in Ländern aus den Charttabellen bzw. Chartboxen sind in ebendiesen zu finden.
| Land/RegionAuszeichnungen für Musikverkäufe (Land/Region, Auszeichnungen, Verkäufe, Quellen) | Gold     | Platin     | Verkäufe  | Quellen           |
| -------------------------------------------------------------------------------------------- | -------- | ---------- | --------- | ----------------- |
| Deutschland (BVMI)                                                                           | 6× Gold6 | 6× Platin6 | 2.350.000 | musikindustrie.de |
| Österreich (IFPI)                                                                            | Gold1    | 2× Platin2 | 70.000    | ifpi.at           |
| Schweiz (IFPI)                                                                               | Gold1    | Platin1    | 45.000    | hitparade.ch      |
| Insgesamt                                                                                    | 8× Gold8 | 9× Platin9 |           |                   |